# ودي إيفانز
ودي إيفانز (بالإنجليزية: Woody Evans)‏ هو أمين مكتبة أمريكي، ولد في 1971 في مسيسيبي في الولايات المتحدة.